# Динузулу
Динузулу каКечвайо (на африкаанс: Dinuzulu kaCetshwayo – Динузулу, син на Кечвайо) е зулуски цар от 20 май 1884 г. до неговата смърт през 1913 г.

## Управление
Динузулу се качва на престола след смъртта на неговия баща Кечвайо каМпанде (Cetshwayo kaMpande). По това време зулусите загубват независимостта си поради поражението през 1879 г. срещу английските колониалисти. Поради вътрешно политически борби той успява да вземе властта с помощта на бурската Република Трансваал. След установяването на британския протекторат през 1887 г. Динузулу застава начело на въстание, което бива бързо потушено от британците. Той бива заточен на о-в Света Елена, но успява да се завърне в родината си през 1896 г.
След потушаването на последното въстание на зулусите през 1906 г. Динузулу е обвинен в съучастие. Той е осъден на 4 години принудителна работа и депортиране и впоследствие умира през 1913 г. в Трансваал.